# Tim Vandenput
Tim Vandenput (Ukkel, 6 november 1971) is een Belgisch politicus voor Open Vld.

## Levensloop
Vandenput is van opleiding industrieel ingenieur, gespecialiseerd in vliegtuigmechanica. Hij was van 1993 tot 1997 netwerkmanager bij oliemultinational Shell en ging daarna aan de slag in de telecomsector, als consultant en manager onder meer bij Lucent Technologies, waar hij van 2000 tot 2008 werkte. Ook was hij van 2007 tot 2009 raadgever op het kabinet van Patricia Ceysens, minister in de Vlaamse Regering.
Voor de liberale VLD werd hij in oktober 2000 verkozen tot gemeenteraadslid van Hoeilaart. Sinds januari 2007 is hij burgemeester van de gemeente. Zowel bij de gemeenteraadsverkiezingen van oktober 2012 als die van 2018 en 2024 behaalde zijn partij een absolute meerderheid in de gemeenteraad.
Bij de federale verkiezingen van mei 2014 stond Tim Vandenput op de tweede plaats op de kieslijst voor Vlaams Brabant. Hij werd met 8.622 voorkeurstemmen verkozen in de Kamer van volksvertegenwoordigers. In de Kamer ging hij zich vooral bezighouden met defensie, het beleid rond veiligheid en asiel en migratie en regionale aangelegenheden zoals de luchthaven van Zaventem. Bij de federale verkiezingen van 2019 stond hij opnieuw op de tweede plaats van de Vlaams-Brabantse Open Vld-lijst. Hij werd herkozen in de Kamer met 9.620 voorkeurstemmen en bleef er zetelen tot in 2024. Hij ambieerde geen nieuw mandaat meer bij de federale verkiezingen van juni 2024, maar aanvaardde wel een ondersteunende plaats onderaan de lijst.
Hij heeft ook een lidkaart van de franstalige zusterpartij MR.